# Odonymie en France
Pour un article plus général, voir Odonymie.
Cet article traite des conventions et des usages de l'odonymie en France.

## Histoire

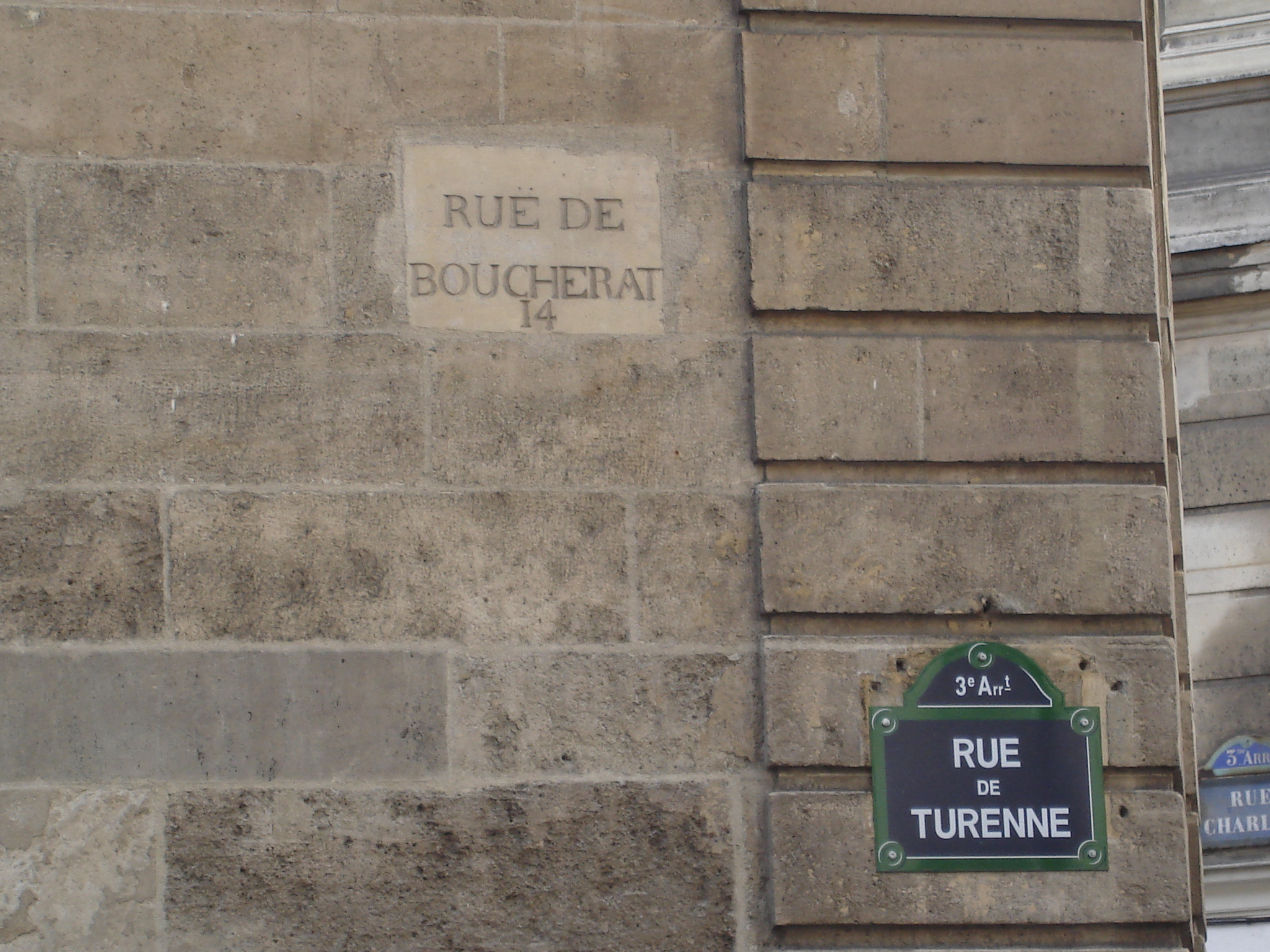
Angle de la rue de Turenne, dans le 3e arrondissement de Paris : la plaque mentionne le nom actuel de la voie, tandis que son ancien nom — rue de Boucherat — est toujours visible, gravé dans la pierre de l'immeuble.

Il est possible de distinguer plusieurs époques où l'on observe une typologie similaire des noms de rue sur le territoire français :
- Moyen Âge : à la fin du XIIIe siècle, avec l'extension et le peuplement des villes comme Paris, la nécessité se fait sentir de distinguer les maisons les unes des autres[1]. Les dénominations répondent à cette époque à une logique fonctionnelle. Le nom de la voie est celui du lieu qu'elle dessert, ce lieu étant religieux (« place de l'Église », « rue des Capucins ») ou civil (« place du marché », « rue des Bouchers », noms souvent en référence aux métiers qui sont regroupés dans une rue qui en prend le nom ou des « maisons où pend l'enseigne »)[1], etc.
- À partir de 1600, sur une idée du duc de Sully, les rues adoptent des noms n'ayant pas de rapport direct avec le lieu désigné, alors que leur dénomination devient progressivement un monopole public et royal : d'après le chercheur Dominique Badariotti, ce dernier « s'exerce dès lors tant bien que mal, fonctionnant mieux à Paris qu'en province et valorisant les puissants du royaume ou les notables régionaux »[2] ;
- Révolution française : la débaptisation est relativement courante, les instances révolutionnaires ne changeant pas seulement les noms des rues mais aussi des villes. Des « rues de la Liberté », « rues de l'Égalité » ou des « places de la Nation » apparaissent dans la plupart des cités[3], et de nombreuses rues royales sont renommées en rues nationales ;
- Premier Empire : déjà sous le Directoire, la débaptisation s'essouffle. Sous l'Empire le phénomène s'inverse et les « rues Saint-Antoine » ou « rues de l'Église » sont réintroduites. C'est aussi l'époque de l'apparition des noms de généraux[3] et de victoires militaires dans les villes françaises : « rue de Wagram », « rue Ney », etc. ;
- Fin du XIXe siècle : la guerre franco-prussienne de 1870 et l'annexion de l'Alsace et de la Moselle par l'Allemagne, incitent de nombreuses communes à créer des boulevards et rues de Strasbourg, Metz, d'Alsace-Lorraine, etc.
- XXe siècle : l'éclectisme domine. Les courants principaux sont les personnages célèbres — majoritairement masculins —, les régions géographiques et les pays (« rue de Colmar », « rue du Japon », « rue de Brest », etc.) et enfin les références à la nature (« rue des Fleurs », « rue des Alouettes », etc.).

## Statistiques
En 2016 en France, les quinze odonymes suivants sont les plus fréquemment cités sur les plans des rues,. Ces données sont tirées du fichier FANTOIR, produit et utilisé par la Direction générale des Finances publiques (DGFiP) pour l'édition et l'émission des feuilles d'impôts. Sa mise à jour est trimestrielle.
| No | Voie               | Occurrences |
| -- | ------------------ | ----------- |
| 1  | Rue de l'Église    | 7 965       |
| 2  | Place de l'Église  | 5 755       |
| 3  | Grande Rue         | 3 943       |
| 4  | Rue du Moulin      | 3 566       |
| 5  | Place de la Mairie | 3 430       |
| 6  | Rue du Château     | 2 963       |
| 7  | Rue des Écoles     | 2 779       |
| 8  | Rue de la Gare     | 2 771       |
| 9  | Rue de la Mairie   | 2 672       |
| 10 | Rue Principale     | 2 452       |
| 11 | Rue du Stade       | 2 421       |
| 12 | Rue de la Fontaine | 2 346       |
| 13 | Rue Pasteur        | 2 020       |
| 14 | Rue des Jardins    | 1 755       |
| 15 | Rue Victor-Hugo    | 1 621       |

En 2016, la liste des 200 noms de personnalités les plus donnés aux voies françaises (rues, boulevards, avenues, etc.) montre qu'il s'agit essentiellement des hommes de littérature et du monde politique, loin devant ceux du monde scientifique et du monde militaire. Cette liste comprend en premier le général de Gaulle (incarnation de l’homme providentiel, héros de la Résistance, libérateur du pays et figure tutélaire de la Ve République) avec plus de 3 900 odonymes dont 1 056 places et 21 quais ; Louis Pasteur (archétype du savant qui contribue au progrès humain) avec 3 354 odonymes ; Victor Hugo (incarnation de l’écrivain total et engagé) avec 2 255 odonymes ; Jean Jaurès avec 2 370 odonymes et Jean Moulin avec 2 215 odonymes. Si l'on excepte la mention « Notre-Dame », Marie Curie est la première femme à apparaître dans la liste, en 17e position, avec 999 occurrences. Au total, 15 femmes sont présentes, soit 7,5 % de l’effectif total.
Plusieurs odonymes rappelant des dates importantes de l'histoire de France approchent ou dépassent également le millier d'occurrences, si on cumule les types de voies et les variantes orthographiques ; entre autres :
- Dix-Neuf-Mars
- Huit-Mai
- Quatorze-Juillet
- Quatre-Septembre
- Onze-Novembre

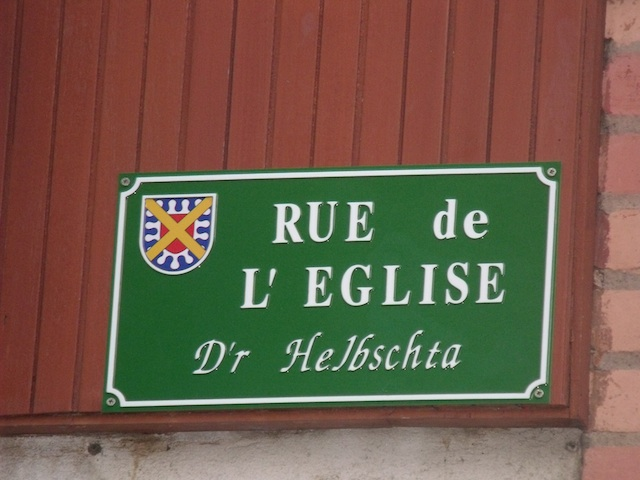
Rue de l'Église, Ensisheim.
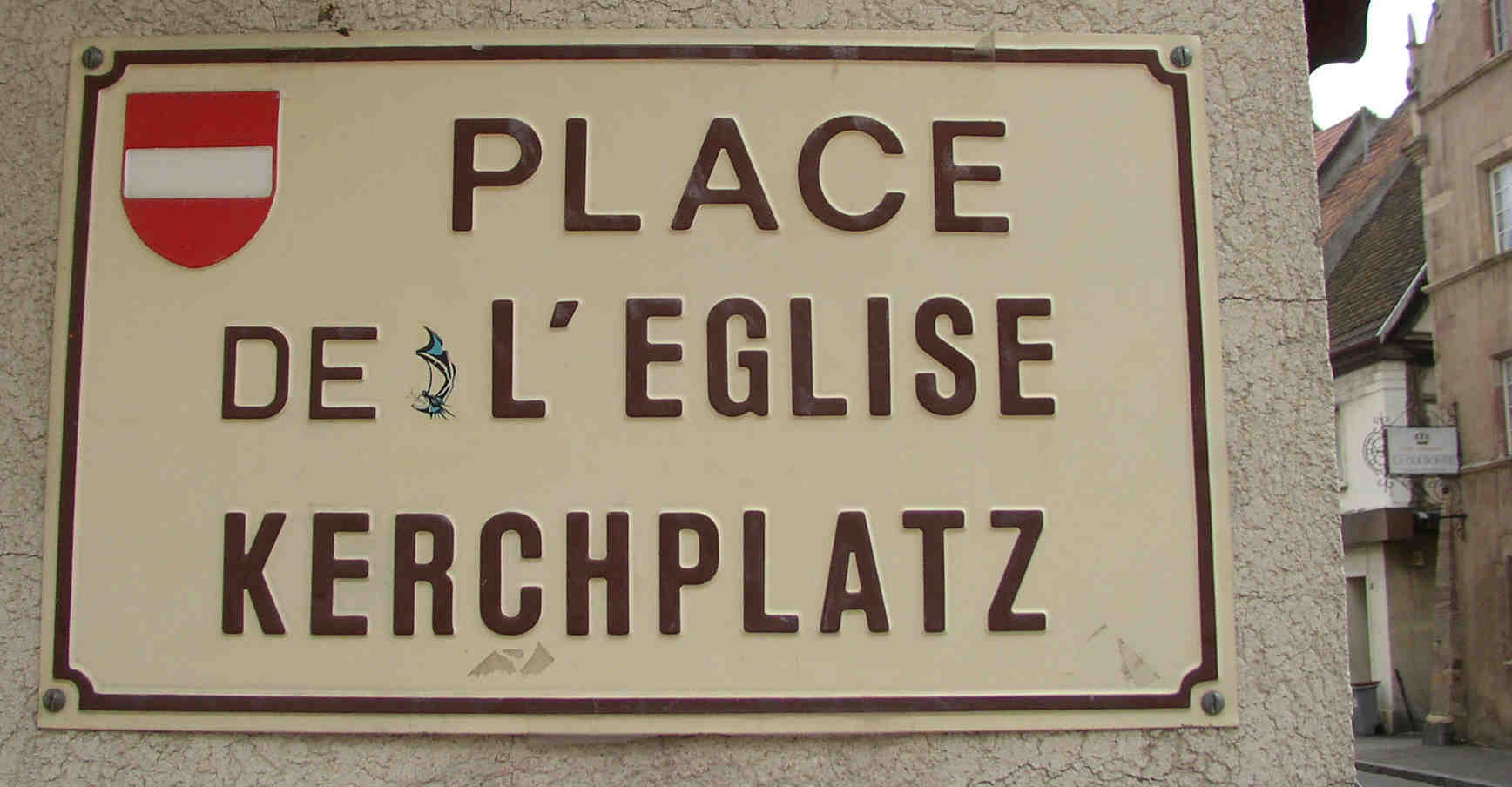
Place de l'Église, Soultzbach-les-Bains.
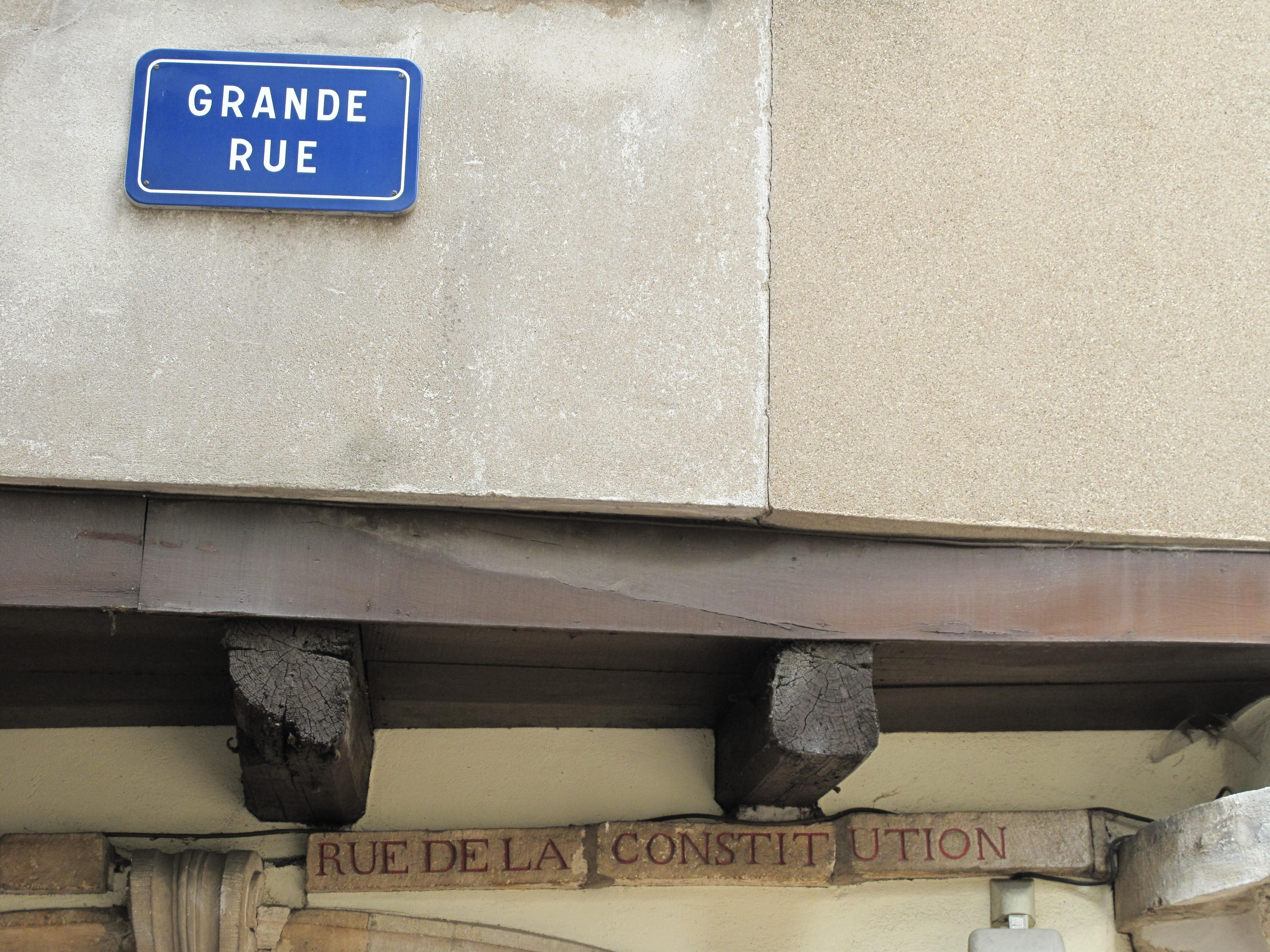
Grande Rue, Chalon-sur-Saône.
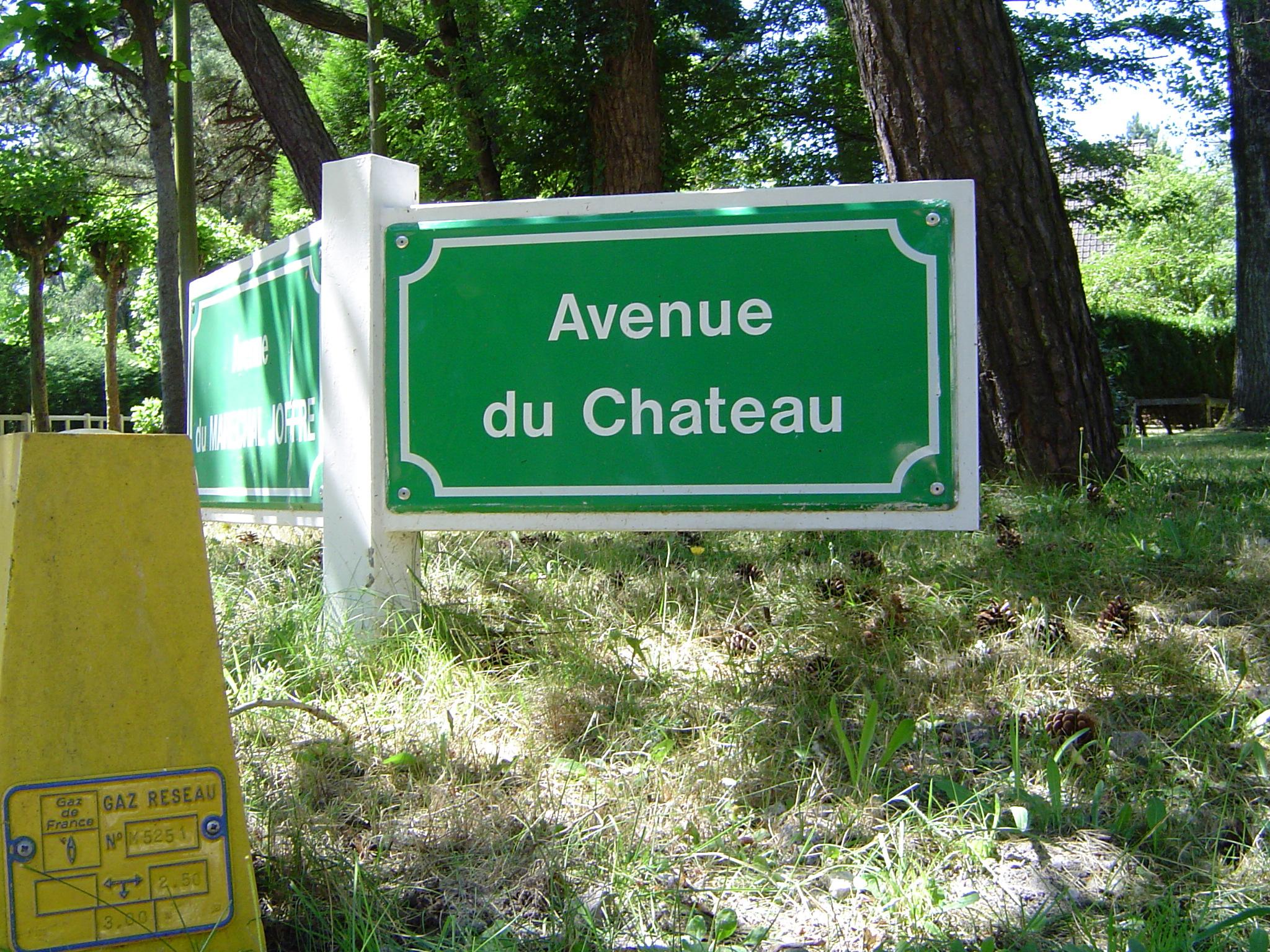
Avenue du Château, Le Touquet-Paris-Plage.
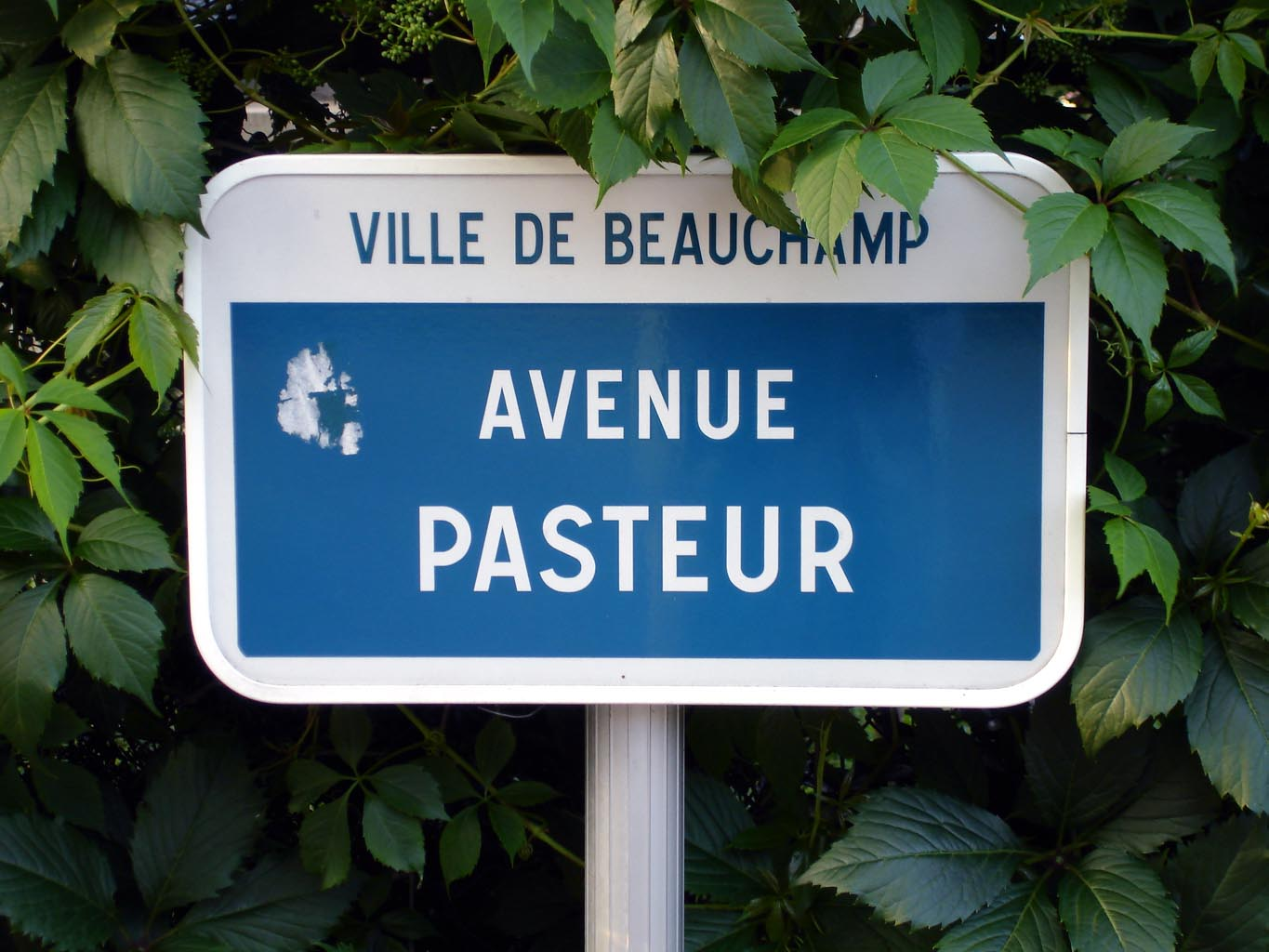
Avenue Pasteur, Beauchamp.
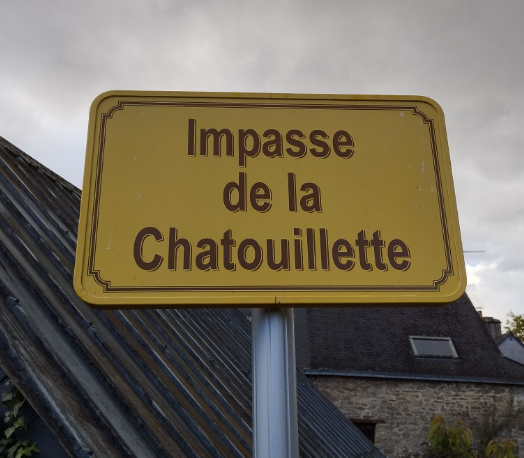
Impasse de la Chatouillette, Pleucadeuc.

## Types de voie
Les villes françaises utilisent plusieurs noms, définissant plus ou moins le type de voie qu'ils désignent ; en incluant les langues régionales, il en existe plusieurs centaines.
On peut citer :
- Allée f.
- Anse f.
- Avenue f.
- Boulevard m.
- Carrefour m.
- Chaussée f.
- Chemin m.
- Cité f.
- Clos m.
- Côte f.
- Cour f.
- Cours m.
- Degré m.
- Descente f.
- Drève f.
- Escoussière f.
- Esplanade f.
- Gaffe f.
- Impasse f.
- Liaison f.
- Mail m.
- Montée f.
- Passage m.
- Place f.
- Placette f.
- Pont m.
- Promenade f.
- Quai m.
- Résidence f.
- Rang m.
- Rampe f.
- Rond-point m. [a]
- Route f.
- Rue f.
- Ruelle f.
- Sente f.
- Sentier m.
- Square m.
- Traboule f.
- Traverse f.
- Venelle f.
- Villa f.
- Voie f.

Mais aussi :
- Berge f.
- Contour m.[b]
- Digue f.
- Cul-de-sac m.
- Escalier m.
- Faubourg m. [c]
- Giratoire m.
- Jardin m.
- Marché aux fleurs m.[d]
- Parvis m.
- Passerelle f.
- Port m.[e]
- Voies sans nom de Paris

La plupart de ces noms de voies peuvent être complétés d'adjectifs qui créent autant de variantes. Ces adjectifs sont par exemple :
- Grand(e)- : rue, place, boulevard, parvis, voie, route, etc.
- Grand'rue
- Ancien(ne)- : route, chemin, voie, place, etc.
- Nouveau (nouvelle)- : rue, chemin, voie, etc.
- Long(ue)- : rue, etc.

Les dénominations suivantes s'appliquent à des voies qui ne sont pas des rues, soit parce qu'elles ne se trouvent pas en zone urbaine, soit qu'elles en sont complètement isolées. Ces voies ne remplissent donc qu'une fonction de circulation exclusivement :
- Autoroute f.
- Bretelle f.

On peut également citer le Parvis Notre-Dame - place Jean-Paul-II ainsi que le Petit-Pont-Cardinal-Lustiger (officiellement Pont Petit Pont-Cardinal Lustiger selon le plan du cadastre de la ville de Paris).

## Curiosité
Dans les parties du territoire qui avaient pour langue courante une langue autre que le français, il arrive parfois que certains odonymes soient en réalité des répétitions, reprenant la désignation du lieu en langue locale.
Les exemples ci-après se situent dans les pays de langue d'oc : 
- Place du Plan, à Sumène
- Rue de la Carrière à Agde
- Ruelle le Carrerot à Bordes
- Chemin du Caminet à Lauris
- Allée du Balouard à Saverdun
- Promenade Passéjade de la Séoube, à Bernadets-Dessus
- Impasse de l'Androne à Saint-Étienne-des-Sorts

Dans l'est du territoire roman, l'odonymie francophone subit l'influence des langues germaniques, dans lesquelles le déterminant précède normalement le déterminé. On trouve ainsi à Metz une Fournirue, une Nexirue, une Chaplerue ou encore une Jurue. Ces odonymes s'emploient avec la proposition « en » : par exemple, « l'hôtel de Gargan est situé en Nexirue », et non « rue Nexirue ».